# مسجد حمزة بن عبد المطلب
مسجد حمزة بن عبد المطلب، من المساجد المقامة في مكة المكرمة.

## موقع المسجد
يقع المسجد بحي المسفلة بمنطقة السبع آبار، وبالقرب من مسجد ابي بكر رضي الله عنه.

## عمارة المسجد
تعود عمارته إلى سنة الألف وثلاثمائة وخمس وسبعين هجرية، وقام بعمارته أحد أبناء مكة المكرمة، ويدعى سراج ولي، وتبلغ مساحة المسجد حوالي مائة وستين متراً مربعاً، ويتخذ الشكل المربع، حيث يبلغ طول جداره الشرقي ثلاثة عشر متراً، وطول جداره الجنوبي اثنا عشر متراً، وينقسم المسجد داخلياً إلى رواقين صغيرين يقع خلفها مصلى النساء، أما محراب المسجد يتوسط جداره الشمالي ويحيط به عقد جصي عليه زخارف الجص، وفي اعلى المحراب مستطيل مزخرف، حيث طُلي النصف السفلي من المحراب باللون الأخضر ليتناسب مع الطلاء الداخلي للمسجد، ولما أشرفت عليه وزارة الأوقاف حرصت على فرشه بالسجاد، وتزيده باجهزة التكييف، ويتميز بالنوافذ الجصية مستطيلة الشكل، وتبلغ خمس نوافذ بالجدار الشرقي، ونافذتان بالجدار الجنوبي، وأما المنارة فقاعدتها مربعة الشكل طول ضلعها متران ونصف، وارتفاعها يزيد عن خمسة عشر متراً، وللمنارة شرفتان، الكبرى قرب منتصفها، والصغرى عند نهايتها.

## انظر ايضاً
- مسجد نمرة
- مسجد التنعيم
- مسجد الخيف

- قائمة المساجد في السعودية